# جون ويلسون (سياسي كندي)
جون ويلسون هو قاضي ومحامي وسياسي كندي، ولد في 5 فبراير 1807، وتوفي في 3 يونيو 1869.